# Obiectivul de Dezvoltare Durabilă 2 al Uniunii Europene
ODD 2 - Zero foamete urmărește să pună capăt foametei și malnutriției și să asigure accesul la alimente sigure, hrănitoare și suficiente. Realizarea acestui obiectiv va depinde în mare măsură de promovarea sistemelor de producție durabile, de creșterea investițiilor în infrastructura rurală, în cercetarea și dezvoltarea agricolă.
Asigurarea unor diete sănătoase și a faptului că sistemele agricole rămân productive și durabile sunt esențiale pentru realizarea unui sistem alimentar sănătos, bun pentru oameni și planetă. Monitorizarea ODD 2 în contextul UE implică urmărirea evoluțiilor obezității, sustenabilității producției agricole și impactului activităților agricole asupra mediului (sol, apă și aer). În ultimii cinci ani, progresul către ODD 2 a fost modest. Au existat îmbunătățiri puternice ale productivității muncii și ale investițiilor publice în agricultură, dar s-au înregistrat progrese modeste în ceea ce privește reducerea unor impacturi asupra mediului. Cu toate acestea, ratele în creștere ale obezității dăunează sănătății și bunăstării și afectează negativ sistemele de sănătate și sociale, bugetele guvernamentale, productivitatea și creșterea economică. În același timp, ecosistemele europene și biodiversitatea din interiorul acestora continuă să piardă teren în fața agriculturii intensive.

## Indicatori care măsoară progresul către ODD 2, UE
| Indicator                                                           | Perioadă    | Rata anuală de creștere                                     | Tendință                                                    | Observații  |
| Malnutriție                                                         | Malnutriție | Malnutriție                                                 | Malnutriție                                                 | Malnutriție |
| ------------------------------------------------------------------- | ----------- | ----------------------------------------------------------- | ----------------------------------------------------------- | ----------- |
| Rata obezității                                                     | 2004-2019   | serie temporală prea scurtă pentru evaluarea pe termen lung | serie temporală prea scurtă pentru evaluarea pe termen lung | ODD 2       |
| Rata obezității                                                     | 2014–2019   | 1,4%                                                        | ▼                                                           | ODD 2       |
| Producție agricolă durabilă                                         |             |                                                             |                                                             |             |
| Venitul factorului agricol pe unitate de muncă anuală               | 2007–2022   | 3,7%                                                        | ▲                                                           | ODD 2       |
| Venitul factorului agricol pe unitate de muncă anuală               | 2017–2022   | 4,7%                                                        | ▲                                                           | ODD 2       |
| Sprijin guvernamental pentru cercetare și dezvoltare în agricultură | 2006–2021   | 2,2%                                                        | ▲                                                           | ODD 2       |
| Sprijin guvernamental pentru cercetare și dezvoltare în agricultură | 2016–2021   | 4,6%                                                        | ▲                                                           | ODD 2       |
| Suprafața agricolă cultivată ecologic                               | 2005–2020   | serie temporală prea scurtă pentru evaluarea pe termen lung | serie temporală prea scurtă pentru evaluarea pe termen lung | ODD 2       |
| Suprafața agricolă cultivată ecologic                               | 2015–2020   | constatat: 6,7%                                             | ▲                                                           | ODD 2       |
| Suprafața agricolă cultivată ecologic                               | 2015–2020   | necesar: 9,3%                                               | ▲                                                           | ODD 2       |
| Impactul producției agricole asupra mediului                        |             |                                                             |                                                             |             |
| Emisii de amoniac din agricultură                                   | 2005–2020   | –0,6%                                                       | ▲                                                           | ODD 2       |
| Emisii de amoniac din agricultură                                   | 2015–2020   | –0,6%                                                       | ▲                                                           | ODD 2       |
| Concentrația de nitrați în apele subterane[*]                       | 2005–2020   | 0,003% [1]                                                  | ▼                                                           | ODD 6       |
| Concentrația de nitrați în apele subterane[*]                       | 2015–2020   | –0,7% [1]                                                   | ▲                                                           | ODD 6       |
| Eroziunea severă estimată a apei asupra solului[*]                  | 2000–2016   | –0,9%                                                       | ▲                                                           | ODD 15      |
| Eroziunea severă estimată a apei asupra solului[*]                  | 2010–2016   | –0,1%                                                       | ▲                                                           | ODD 15      |
| Indicele păsărilor comune de terenuri agricole[*]                   | 2006–2021   | –1,5%[2]                                                    | ▼                                                           | ODD 15      |
| Indicele păsărilor comune de terenuri agricole[*]                   | 2016–2021   | –1,6%[2]                                                    | ▼                                                           | ODD 15      |

Note:

Pentru indicatorii fără țintă sunt prezentate ratele de creștere constatate pe perioadele specificate. Pentru indicatorii cu o țintă UE cuantificată (), sunt prezentate atât ratele de creștere constatate, cât și ratele de creștere care ar fi fost necesare în perioadele specificate pentru îndeplinirea obiectivului

[*] Indicator multifuncțional

[1] Datele se referă la un agregat UE bazat pe 18 state membre, evaluarea tendințelor este bazată pe o medie mobilă de patru ani

[2] Datele se referă la un agregat UE a cărui compoziție se modifică în timp, în funcție de momentul în care țările au aderat la Schema paneuropeană comună de monitorizare a păsărilor

## Prezentare generală

### Malnutriție
O dietă sănătoasă înseamnă o dietă adecvată, bine echilibrată, care satisface nevoile alimentare ale organismului. Combinată cu activitatea fizică regulată și evitarea consumului excesiv de alcool și a consumului de tutun, o dietă sănătoasă este piatra de temelie a unei bune sănătăți. În timp ce eliminarea foametei și a tuturor formelor de malnutriție sunt obiective cheie ale Agendei 2030, în Europa și în alte părți ale lumii, obezitatea este cea care prezintă cea mai gravă problemă de sănătate legată de nutriție.
Mai mult de jumătate din populația UE este supraponderală și fiecare a șasea persoană este obeză
Obezitatea și pre-obezitatea reprezintă probleme de alimentație cauzate de obiceiurile de consum și activitate și de mediile care favorizează astfel de obiceiuri nesănătoase. Combinarea unei diete nutriționale echilibrate cu un stil de viață activ adecvat reprezintă o provocare pentru mulți oameni. În timp ce cauzele obezității variază pentru fiecare persoană, problema este în general atribuită dietelor nesănătoase care sunt bogate în energie, uleiuri, grăsimi saturate și nesaturate, sare și zahăr, sărace în fructe și legume, cereale integrale, leguminoase și nuci și prea bogate în carne roșie și procesată. Activitatea fizică redusă și factorii sociologici și ereditari sunt, de asemenea, cauze importante. Mediile, cum ar fi mediul alimentar, în care se fac alegerile de stil de viață sunt determinanți importanți ai stării de sănătate și ai obezității.
Obezitatea este o problemă semnificativă de sănătate în UE, care afecta aproape 17% din populația adultă în 2019. De asemenea, este un factor care contribuie la apariția altor boli netransmisibile legate de alimentație, cum ar fi cancerul, bolile cardiovasculare și diabetul. Obezitatea afectează, de asemenea, în mod disproporționat persoanele cu un nivel de educație mai scăzut și, în general, tinde să crească odată cu vârsta. Obezitatea infantilă rămâne, de asemenea, o problemă importantă de sănătate publică în Europa, în ciuda ratelor obezității infantile care se stabilizează în unele țări europene.
Când este analizată împreună cu pre-obezitatea, situația pare și mai gravă, mai mult de jumătate din populația adultă din UE fiind supraponderală în 2019. Tiparele ratei de pre-obezitate urmează modele ale ratei de obezitate, deși pre-obezitatea a afectat mai mult de de două ori mai mulți europeni decât obezitatea (36,2% din populația adultă) în 2019.
Între 2014 și 2019, ponderea persoanelor supraponderale (obeze și pre-obeze) a crescut ușor, de la 51,1% la 52,7%. Acest lucru se datorează în mare parte unei creșteri a ponderii persoanelor obeze, de la 15,4% în 2014 la 16,5% în 2019. La nivelul statelor membre, 22 de țări UE au înregistrat o creștere a ratei obezității între 2014 și 2019. Rata obezității a fost cea mai mare în Malta, cu 28,7% în 2019, și cea mai scăzută în România și Italia, cu 10,9% și, respectiv, 11,7%.
Rata obezității crește în general odată cu vârsta, atingând vârful la grupa de vârstă 65-74 de ani (22,3% obezi în 2019) și scăzând din nou pentru persoanele cu vârsta de 75 și peste. Ratele de obezitate și pre-obezitate par, de asemenea, să scadă odată cu nivelurile de educație superioare, ratele obezității variind de la 11,4% în 2019 pentru adulții cu studii superioare la 20,3% pentru adulții cu studii medii inferioare sau mai mici. Rata obezității a fost, de asemenea, mai scăzută în rândul tinerilor cu vârsta cuprinsă între 18 și 24 de ani, de 6,0%.

### Producția agricolă durabilă
Producția agricolă durabilă este un element cheie pentru a face sistemele alimentare echitabile, sănătoase și prietenoase cu mediul. Este necesar un efort concertat pentru a promova un sistem de producție alimentară bazat pe practici agricole durabile și care determină o aprovizionare adecvată cu alimente. Trei indicatori sunt utilizați pentru a monitoriza legăturile puternice pe care producția agricolă le are cu dimensiunile sociale, economice și de mediu ale durabilității. Acestea sunt: venitul agricol și productivitatea muncii, investițiile în cercetare și inovare agricolă și agricultura ecologică.
Productivitatea muncii în agricultura UE a crescut, la fel ca și investițiile în viitorul agriculturii
Pentru a-și asigura viabilitatea pe termen lung, sectorul agricol european trebuie să atingă sustenabilitatea economică. Productivitatea muncii este o componentă importantă care poate fi măsurată parțial utilizând indicatorul „venit din factorii agricoli pe unitatea de muncă anuală (UMA)”.
După o scădere în timpul crizei economice de la sfârșitul anilor 2000, venitul din factorii agricoli per UMA a crescut în Europa. Până în 2022, a fost cu 62,9% mai mare decât în 2010. Acest lucru se datorează în principal creșterii puternice înregistrată între 2009 și 2011 și din nou între 2016 și 2017, precum și între 2021 și 2022, determinată parțial de creșterea valorilor producției (prețuri și/sau randamente) și parțial de reducerea forței de muncă.
Venitul din factorii agricoli per UMA variază considerabil între statele membre și tipurile de fermă. Acesta tinde să fie mai mare în țările cu sisteme de producție mai mecanizate și cu consum mai mare de input-uri decât în țările care utilizează metode mai tradiționale și mai intensive în privința forței de muncă.
Investițiile în cercetarea și inovarea agricolă sunt esențiale pentru decuplarea productivității agricole de impactul asupra mediului. Astfel de investiții ajută, de asemenea, la menținerea fermierilor din UE competitivi și adaptabili la provocări precum schimbările climatice și aprovizionarea unei populații în creștere. În general, în UE, sprijinul guvernelor naționale pentru cercetarea și dezvoltarea agricolă a crescut cu 25,0% din 2016, până la 3,3 miliarde euro în 2021.
Agricultura ecologică este în creștere în întreaga UE, dar ritmul trebuie să se accelereze pentru a atinge obiectivul pentru 2030
Agricultura ecologică este un exemplu de sistem de management agricol durabil. Aceasta urmărește să limiteze impactul asupra mediului prin utilizarea practicilor agricole care încurajează utilizarea responsabilă a energiei și a resurselor naturale, mențin sau sporesc biodiversitatea, păstrează echilibrele ecologice regionale, cresc fertilitatea solului și calitatea apei, încurajează standarde ridicate de bunăstare a animalelor și sporesc capacitatea de adaptare la schimbările climatice.
În UE, ponderea agriculturii ecologice în totalul suprafeței agricole a crescut cu 2,5 puncte procentuale între 2015 și 2020, până la 9,1%. În ciuda acestui fapt, adoptarea agriculturii ecologice va trebui să se accelereze semnificativ pentru a atinge obiectivul de 25% până în 2030.
Strategia „Farm to Fork” urmărește, de asemenea, să reducă dependența sistemului alimentar al UE de pesticide și antimicrobiene, contribuind la obiectivele de zero poluare și biodiversitate. Potrivit unei analize a tendințelor realizate de Comisia Europeană, utilizarea și riscul pesticidelor chimice au scăzut cu 14% între perioada de referință 2015–2017 și 2020, iar utilizarea pesticidelor mai periculoase a scăzut cu 26% în același interval de timp.
Pentru a proteja sănătatea umană și animală, strategia „Farm to Fork” urmărește, de asemenea, să reducă cu 50% vânzările UE de antimicrobiene pentru animalele de fermă și pentru acvacultură. Utilizarea și utilizarea abuzivă a antimicrobienelor în agricultură contribuie la problema ca microbii precum bacteriile și ciupercile să devină rezistenți la antimicrobiene, ceea ce reduce eficacitatea unor astfel de tratamente. Începând cu 2021, UE a realizat o reducere cu 18% a vânzărilor UE de antimicrobiene pentru animalele de fermă și în acvacultură, comparativ cu valoarea de referință din 2018.

### Impactul producției agricole asupra mediului
Agricultura oferă beneficii de mediu, cum ar fi întreținerea ecosistemelor specifice terenurilor agricole și a peisajelor diverse și prin furnizarea de depozite de carbon. Cu toate acestea, creșterea productivității agricole și trecerea către practicile agricole industriale au contribuit la degradarea condițiilor de mediu și la schimbările climatice. Impactul agriculturii asupra mediului include poluarea legată de nutrienți, eroziunea solului și pierderea biodiversității.
Aportul excesiv de nutrienți amenință mediul și calitatea apei
Emisiile de amoniac și concentrația de nitrați din apele subterane sunt legate de aporturile excesive de azot din agricultură, cum ar fi îngrășămintele minerale și gunoiul de grajd. Gunoiul de grajd este bogat în nutrienți precum azot (amoniac și nitrați) și fosfor și este folosit ca îngrășământ alături de îngrășămintele chimice. Dacă este tratată corespunzător, aplicarea sa îmbunătățește structura solului și îmbunătățește conținutul de materie organică din sol, ceea ce contribuie pozitiv la captarea carbonului. Atunci când îngrășămintele minerale sau gunoiul de grajd nu sunt manipulate și răspândite corespunzător, excesul de nutrienți care nu sunt absorbiți de plante sunt eliberați în mediu (sub formă de amoniac în aer și ca nitrați și fosfor în apă). Atunci când este eliberat în atmosferă, amoniacul poluează aerul și poate contamina solul și apa, putând afecta sistemele de vegetație sensibile, biodiversitatea și calitatea apei, prin eutrofizare și acidificare.
Începând cu anii '90, Europa a înregistrat reduceri semnificative în emisiile de amoniac din agricultură ca urmare a reducerii densității animalelor și a utilizării îngrășămintelor cu azot, precum și schimbărilor în practicile agricole. Totuși, emisiile de amoniac din agricultură rămân principalul poluant nutritiv cu efecte negative majore asupra biodiversității.
Sectorul agricol este, de asemenea, responsabil pentru cantități considerabile de emisii de gaze cu efect de seră (GES), reprezentând aproape 11% din totalul emisiilor de GES în UE în 2021. Emisiile din agricultură sunt în general legate de gestionarea solurilor agricole, a animalelor, a producției de orez și a arderii biomasei.
Eroziunea solului rămâne o amenințare majoră, dar există semne de îmbunătățire în UE
Solurile sănătoase sunt esențiale pentru asigurarea unor sisteme agricole durabile și productive. Deoarece solurile necesită ani pentru a se forma, ele pot fi considerate o resursă neregenerabilă pentru producția de alimente. Una dintre cele mai mari amenințări la adresa sănătății solului din Europa este eroziunea solului, care poate fi cauzată atât de vânt, cât și de apă. Deși eroziunea este un proces natural, gestionarea inadecvată a terenurilor și alte activități umane pot determina accelerarea acesteia într-o asemenea măsură încât solul poate fi pierdut ireversibil. Indicatorul privind eroziunea estimată a solului de către apă oferă o măsură a zonei cu risc de eroziune severă a solului (care duce la pierderea a peste 10 tone de sol pe hectar pe an).
Riscul de eroziune severă a solului a scăzut în UE, în parte din cauza măsurilor obligatorii din Politica Agricolă Comună (PAC) a UE. Ponderea suprafeței erodabile neartificiale estimată a fi expusă riscului de eroziune severă a solului de către apă a scăzut de la 6,1% la 5,3% între 2000 și 2016.
Productivitatea agricolă ridicată poate dăuna biodiversității
Unele zone agricole oferă habitate valoroase și unice pentru o serie de specii, atât comune, cât și amenințate. Cu toate acestea, biodiversitatea a suferit sub presiunea crescândă din cauza cursei de creștere a productivității și acolo unde serviciile ecosistemice, cu caracteristici care susțin biodiversitatea, nu au primit valoare economică sau protecție reglementară adecvată. Este posibil ca speciile legate de agroecosisteme să fi evoluat mai rău fără măsurile de agromediu cuprinse în politicile UE – în primul rând PAC – dar măsurile nu au fost suficient de eficiente pentru a opri pierderea globală a biodiversității în habitatele agricole.
Speciile de păsări de pe terenurile agricole depind de habitatele agricole. Deoarece sunt relativ vizibile, sunt un bun indicator pentru monitorizarea biodiversității. Indicele păsărilor comune de terenuri agricole măsoară abundența și diversitatea relativă a 39 de specii de păsări de pe terenurile agricole, comparativ cu anul de referință 2000. Între 2006 și 2021, UE a înregistrat scăderi dramatice de 20,2% pentru păsările comune de terenuri agricole, continuând o tendință vizibilă din 1990. Între 1990 și 2021, numărul păsărilor comune de pe terenuri agricole a scăzut cu 35,9%. Practicile agricole intensive și utilizarea pesticidelor au contribuit la pierderea habitatelor faunei sălbatice, precum și la scăderea drastică a populațiilor de insecte, care reprezintă o sursă importantă de hrană pentru multe păsări de pe terenurile agricole și oferă servicii ecosistemice importante, cum ar fi polenizarea.

## Prezentarea principalilor indicatori

### Rata obezității

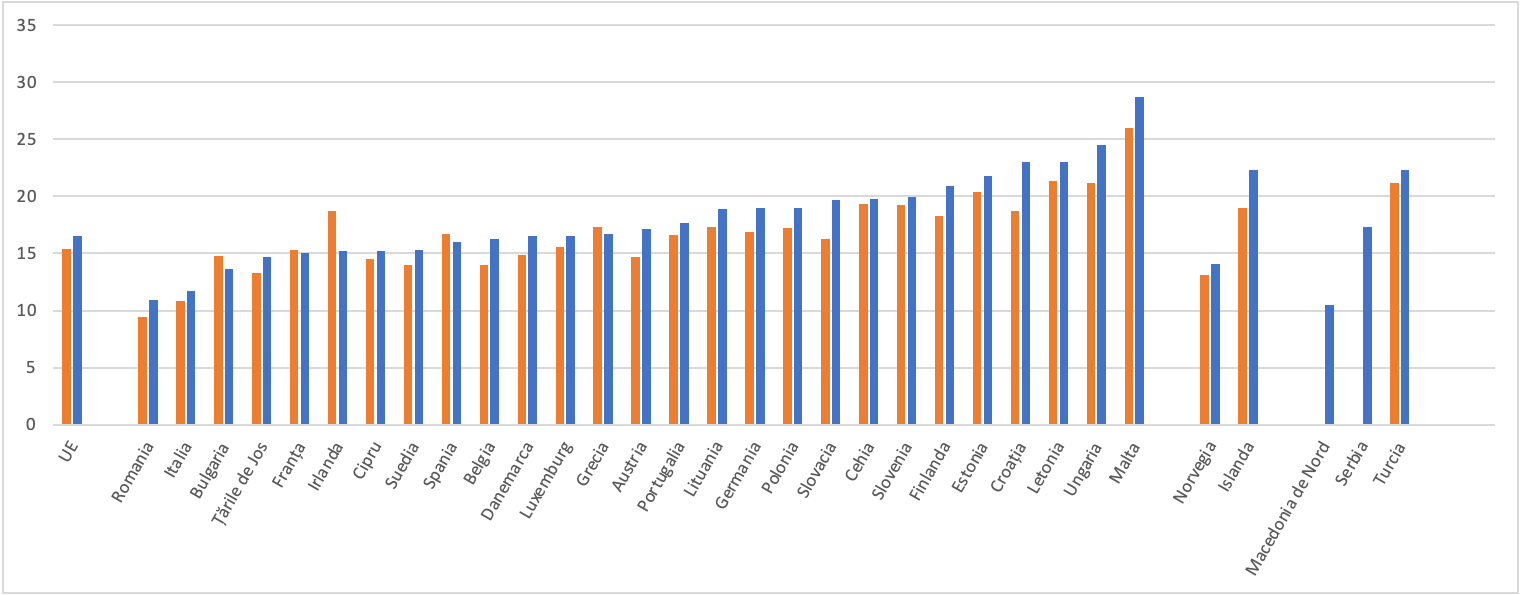
2014
2019
Sursa: Eurostat (online data code: sdg_02_10)

Acest indicator este derivat din indicele de masă corporală (IMC), care este definit ca greutatea în kilograme împărțită la pătratul înălțimii în metri. Persoanele cu vârsta de 18 ani sau peste sunt considerate „obeze” dacă IMC-ul lor este egal sau mai mare de 30. Categoria „pre-obezi” se referă la persoanele cu un IMC între 25 și 30. Categoria „supraponderali” (IMC egal sau mai mare de 25) combină cele două categorii „pre-obezi” și „obezi”. Datele prezentate provin din Sondajul European de Sănătate prin Interviu (EHIS) și Statisticile UE privind veniturile și condițiile de viață (EU-SILC).
| Loc | Țară              | 2008   | 2014 | 2017   | 2019 |
|     |                   |        |      |        | |
| --- | ----------------- | ------ | ---- | ------ | --- |
| -   | Uniunea Europeană | N/A    | 15,4 | 14,9 p | 16,5 |
| 1   | România           | 7,9    | 9,4  | 10,4   | 10,9 |
| 2   | Italia            | N/A    | 10,8 | N/A    | 11,7 |
| 3   | Bulgaria          | 11,5   | 14,8 | 14,1   | 13,6 |
| 4   | Țările de Jos     | N/A    | 13,3 | 12,7   | 14,7 |
| 5   | Franța            | 12,2   | 15,3 | 15,4   | 15,0 |
| 6   | Cipru             | 15,6   | 14,5 | 14,7   | 15,2 |
| 7   | Suedia            | N/A    | 14,0 | N/A    | 15,3 |
| 8   | Spania            | 15,7   | 16,7 | 14,1   | 16,0 |
| 9   | Belgia            | 14,0   | 14,0 | 14,7   | 16,3 |
| 10  | Danemarca         | N/A    | 14,9 | N/A    | 16,5 |
| 11  | Luxemburg         | N/A    | 15,6 | 16,0   | 16,5 |
| 12  | Grecia            | 17,6   | 17,3 | N/A    | 16,7 |
| 13  | Austria           | 12,8   | 14,7 | 15,0   | 17,1 |
| 14  | Portugalia        | N/A    | 16,6 | 15,7   | 17,7 |
| 15  | Lituania          | N/A    | 17,3 | 17,4   | 18,9 |
| 16  | Germania          | 15,8   | 16,9 | N/A    | 19,0 |
| 17  | Polonia           | 16,4   | 17,2 | 16,9   | 19,0 |
| 18  | Slovacia          | 15,1   | 16,3 | 14,4   | 19,7 |
| 19  | Cehia             | 18,3   | 19,3 | 20,5 u | 19,8 |
| 20  | Slovenia          | 16,8   | 19,2 | 16,2   | 19,9 |
| 21  | Finlanda          | N/A    | 18,3 | 20,6   | 20,9 |
| 22  | Estonia           | 18,5   | 20,4 | 21,0 u | 21,8 |
| 23  | Croația           | N/A    | 18,7 | 18,2   | 23,0 |
| 24  | Letonia           | 16,9   | 21,3 | 21,6   | 23,0 |
| 25  | Ungaria           | 20,0 u | 21,2 | 20,0   | 24,5 |
| 26  | Malta             | 22,9   | 26,0 | 25,7   | 28,7 |
| 27  | Irlanda           | N/A    | 18,7 | 15,2 u | style="background: var(--background-color-notice-subtle,#ececec); color: grey; color:var(--color-base, #000);" class="table-na" \| N/A |

| Loc | Țară              | 2008 | 2014 | 2017 | 2019 |
| --- | ----------------- | ---- | ---- | ---- | ---- |
| -   | Norvegia          | N/A  | 13,1 | 14,2 | 14,1 |
| -   | Islanda           | N/A  | 19,0 | N/A  | 22,3 |
|     |                   |      |      |      |      |
| -   | Macedonia de Nord | N/A  | N/A  | 10,5 | N/A  |
| -   | Serbia            | N/A  | N/A  | 13,3 | 17,3 |
| -   | Turcia            | 16,2 | 21,2 | N/A  | 22,3 |

p - date provizorii

u - date cu exactitate redusă

Sursa: Eurostat (online data code: sdg_02_10)

### Venitul factorului agricol pe unitate de muncă anuală (UMA)

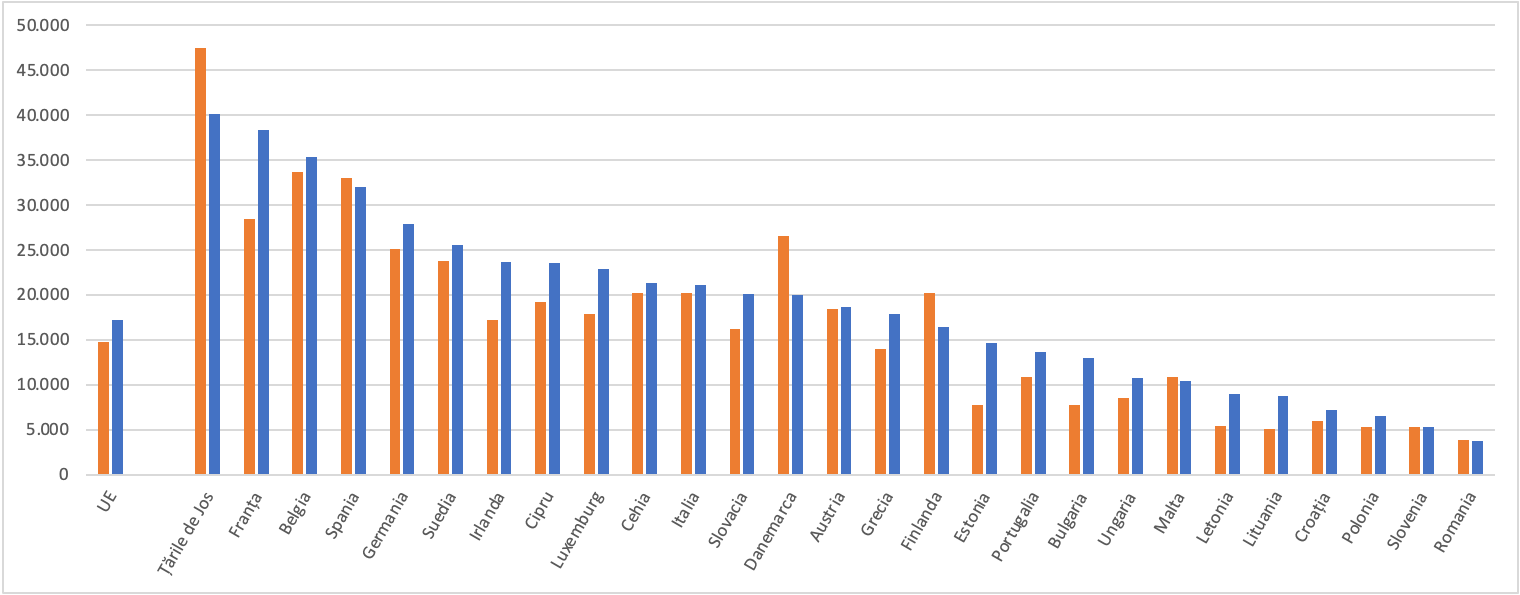
2016
2021
Sursa: Eurostat (online data code: sdg_02_20)

Venitul din factorii agricoli măsoară venitul generat de agricultură care este utilizat pentru a remunera factorii de producție împrumutați sau închiriați (capital, salarii și chirii funciare), precum și factorii de producție proprii (muncă proprie, capital și pământ). Unitățile de muncă anuale (UMA) sunt definite ca angajare echivalent normă întreagă (corespunzător numărului de locuri de muncă echivalent normă întreagă), care se calculează prin împărțirea orelor totale lucrate la numărul mediu anual de ore lucrate în locuri de muncă cu normă întreagă din teritoriul economic. Aceasta poate fi interpretată ca o măsură a productivității muncii în agricultură. Datele provin din Conturile Economice pentru Agricultură (EAA), care oferă informații detaliate despre veniturile din sectorul agricol.
| Loc | Țară              | 2014   | 2015   | 2016   | 2017   | 2018   | 2019   | 2020   | 2021   |
|     |                   |        |        |        |        |        |        |        |        |
| --- | ----------------- | ------ | ------ | ------ | ------ | ------ | ------ | ------ | ------ |
| -   | Uniunea Europeană | 15.196 | 14.875 | 14.757 | 16.933 | 16.527 | 17.332 | 17.151 | 17.260 |
| 1   | Țările de Jos     | 46.123 | 47.102 | 47.452 | 52.163 | 43.323 | 43.876 | 41.214 | 40.135 |
| 2   | Franța            | 31.047 | 32.673 | 28.484 | 33.189 | 37.427 | 34.645 | 32.928 | 38.305 |
| 3   | Belgia            | 34.482 | 37.808 | 33.683 | 36.272 | 32.627 | 38.998 | 39.283 | 35.298 |
| 4   | Spania            | 28.829 | 30.450 | 33.028 | 32.706 | 32.110 | 31.186 | 34.063 | 32.009 |
| 5   | Germania          | 33.706 | 23.815 | 25.134 | 34.008 | 24.414 | 33.336 | 29.415 | 27.863 |
| 6   | Suedia            | 24.693 | 26.069 | 23.712 | 27.732 | 22.588 | 25.465 | 24.968 | 25.559 |
| 7   | Irlanda           | 17.135 | 16.667 | 17.196 | 21.427 | 18.274 | 18.156 | 20.311 | 23.646 |
| 8   | Cipru             | 17.575 | 16.391 | 19.246 | 19.683 | 19.811 | 22.408 | 23.346 | 23.497 |
| 9   | Luxemburg         | 23.473 | 19.170 | 17.849 | 22.525 | 24.298 | 24.063 | 22.555 | 22.860 |
| 10  | Cehia             | 20.139 | 17.885 | 20.187 | 19.585 | 18.763 | 19.282 | 21.187 | 21.272 |
| 11  | Italia            | 21.311 | 20.681 | 20.171 | 20.631 | 21.756 | 22.992 | 21.438 | 21.068 |
| 12  | Slovacia          | 13.405 | 13.360 | 16.220 | 19.237 | 18.851 | 17.689 | 19.371 | 20.121 |
| 13  | Danemarca         | 43.198 | 27.496 | 26.532 | 41.932 | 32.087 | 46.243 | 31.641 | 19.941 |
| 14  | Austria           | 17.249 | 16.337 | 18.426 | 20.568 | 19.411 | 18.209 | 18.446 | 18.643 |
| 15  | Grecia            | 14.631 | 15.677 | 13.944 | 16.023 | 15.660 | 17.186 | 18.813 | 17.850 |
| 16  | Finlanda          | 21.915 | 17.930 | 20.172 | 21.296 | 21.531 | 24.145 | 21.269 | 16.477 |
| 17  | Estonia           | 15.289 | 12.415 | 7.800  | 13.097 | 10.138 | 13.440 | 14.663 | 14.665 |
| 18  | Portugalia        | 9.290  | 10.088 | 10.897 | 11.357 | 11.359 | 12.318 | 12.308 | 13.670 |
| 19  | Bulgaria          | 6.768  | 6.172  | 7.751  | 8.285  | 8.386  | 9.595  | 9.810  | 13.037 |
| 20  | Ungaria           | 8.439  | 7.959  | 8.513  | 8.642  | 8.871  | 9.463  | 10.119 | 10.781 |
| 21  | Malta             | 12.431 | 14.746 | 10.821 | 9.915  | 13.155 | 12.988 | 11.043 | 10.420 |
| 22  | Letonia           | 5.231  | 5.927  | 5.403  | 6.676  | 5.932  | 7.706  | 8.884  | 9.000  |
| 23  | Lituania          | 5.660  | 6.092  | 5.074  | 6.319  | 4.734  | 6.184  | 8.546  | 8.778  |
| 24  | Croația           | 3.956  | 5.345  | 5.946  | 5.952  | 6.330  | 6.665  | 7.278  | 7.184  |
| 25  | Polonia           | 4.738  | 4.801  | 5.335  | 6.678  | 6.301  | 6.632  | 6.896  | 6.589  |
| 26  | Slovenia          | 5.295  | 5.854  | 5.358  | 5.006  | 6.956  | 6.210  | 6.663  | 5.363  |
| 27  | România           | 3.973  | 3.726  | 3.847  | 4.360  | 4.436  | 4.489  | 4.124  | 3.803  |

Sursa: Eurostat (online data code: sdg_02_20)

### Sprijin guvernamental pentru cercetare și dezvoltare în agricultură

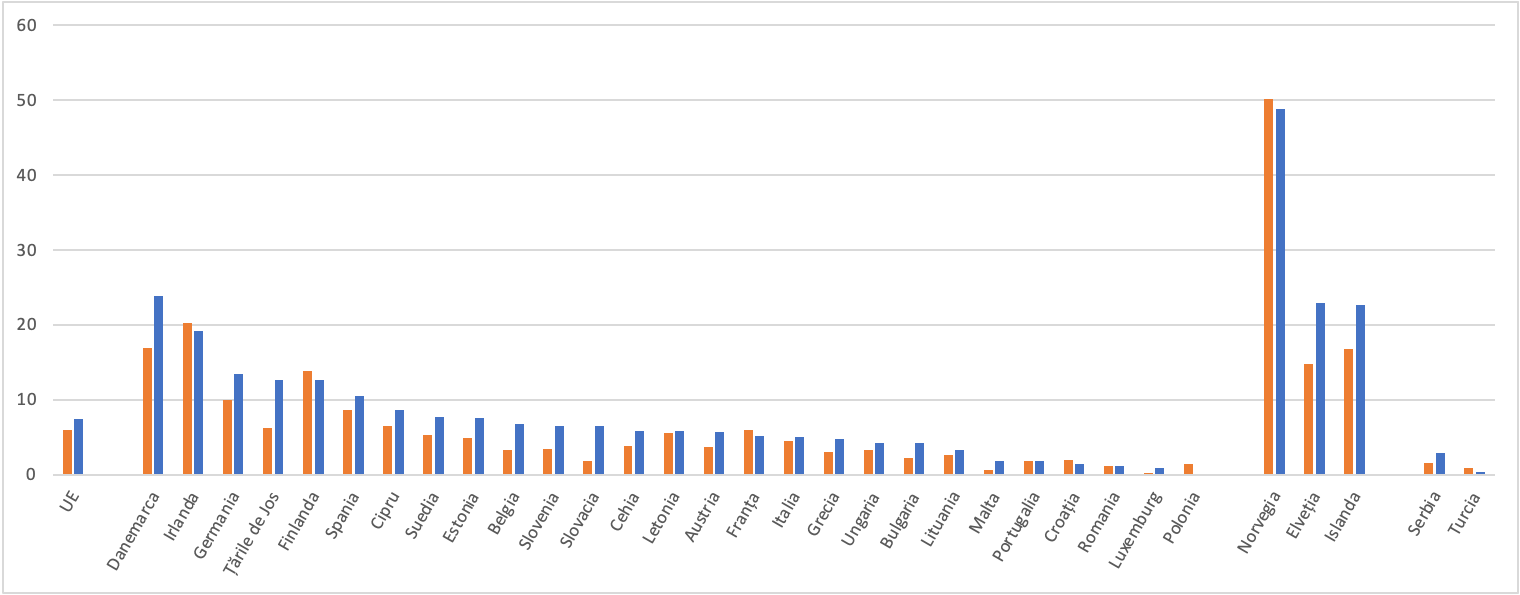
2016
2021
Sursa: Eurostat (online data code: sdg_02_30)

Acest indicator se referă la alocațiile bugetare guvernamentale pentru cercetare și dezvoltare. Datele măsoară sprijinul guvernului pentru activitățile de cercetare și dezvoltare sau, cu alte cuvinte, nivelul de prioritate pe care guvernele îl acordă finanțării publice a cercetării și dezvoltării. Datele sunt construite folosind liniile directoare stabilite în practica standard pentru anchetele de cercetare și dezvoltare experimentală, Manualul Frascati al OCDE din 2015.
| Loc | Țară              | 2014  | 2015   | 2016  | 2017   | 2018   | 2019   | 2020  | 2021  |
|     |                   |       |        |       |        |        |        |       |       |
| --- | ----------------- | ----- | ------ | ----- | ------ | ------ | ------ | ----- | ----- |
| -   | Uniunea Europeană | 5,7 e | 5,9 e  | 6,0 e | 6,2 e  | 6,4 e  | 6,6 e  | 7,2 e | 7,5 e |
| 1   | Danemarca         | 12,3  | 16,5   | 16,9  | 13,4 e | 15,1 e | 17,5 e | 15,5  | 23,8  |
| 2   | Irlanda           | 19,4  | 19,5   | 20,2  | 20,6   | 22,7   | 19,7   | 18,7  | 19,2  |
| 3   | Germania          | 9,0 d | 10,0 d | 10,0  | 10,7   | 11,1   | 11,1   | 12,4  | 13,5  |
| 4   | Țările de Jos     | 9,9   | 5,9    | 6,2   | 6,1    | 7,2    | 8,2    | 12,6  | 12,6  |
| 5   | Finlanda          | 17,2  | 17,7   | 13,9  | 13,2   | 10,3   | 10,3   | 10,9  | 12,6  |
| 6   | Spania            | 7,9   | 8,7    | 8,6   | 8,6    | 9,3    | 9,6    | 10,0  | 10,5  |
| 7   | Cipru             | 7,0   | 7,0    | 6,5   | 6,7    | 6,9    | 7,1    | 8,0   | 8,6   |
| 8   | Suedia            | 5,6 e | 4,8 e  | 5,3 e | 4,8 e  | 4,2 e  | 4,5 e  | 4,8 e | 7,7 e |
| 9   | Estonia           | 7,0 e | 6,5    | 4,9   | 6,7    | 4,1    | 5,2    | 7,5   | 7,6   |
| 10  | Belgia            | 3,5   | 3,3    | 3,3   | 3,2    | 5,6    | 5,0    | 5,1   | 6,8   |
| 11  | Slovenia          | 3,3   | 2,9    | 3,4   | 4,4    | 6,0    | 4,8    | 6,0   | 6,5   |
| 12  | Slovacia          | 1,8   | 1,9    | 1,8   | 2,3    | 2,1    | 2,9    | 2,9   | 6,5   |
| 13  | Cehia             | 3,9   | 4,0    | 3,9   | 4,4    | 4,6    | 5,6    | 5,5   | 5,9   |
| 14  | Letonia           | 3,4   | 4,4    | 5,6   | 3,1    | 3,7    | 6,1    | 5,7   | 5,8   |
| 15  | Austria           | 4,0 d | 3,8 d  | 3,7   | 4,5 d  | 4,4 d  | 4,1 d  | 4,4 d | 5,7 d |
| 16  | Franța            | 5,3 d | 5,9 d  | 6,0 e | 6,9 e  | 5,9 e  | 5,4 e  | 5,5 e | 5,2   |
| 17  | Italia            | 4,4   | 4,0    | 4,5   | 4,3    | 4,9    | 5,1    | 5,0   | 5,1   |
| 18  | Grecia            | 2,7   | 2,8    | 3,1   | 1,7    | 3,0    | 5,3    | 4,1   | 4,8   |
| 19  | Ungaria           | 1,6   | 1,7    | 3,3   | 3,6    | 3,7    | 4,0    | 5,3   | 4,3   |
| 20  | Bulgaria          | 2,4   | 2,4    | 2,2   | 3,0    | 3,0    | 3,5    | 3,7   | 4,2   |
| 21  | Lituania          | 2,4   | 2,6    | 2,7   | 2,9    | 3,1    | 3,2    | 3,6   | 3,3   |
| 22  | Malta             | 1,1   | 1,6    | 0,6   | 0,6    | 2,3    | 3,0    | 1,6   | 1,9   |
| 23  | Portugalia        | 1,7   | 1,8    | 1,8   | 1,7    | 1,8    | 1,7    | 1,7   | 1,9   |
| 24  | Croația           | 1,5   | 1,1    | 2,0   | 2,6    | 1,9    | 2,8    | 2,7   | 1,4   |
| 25  | România           | 0,8   | 1,2    | 1,2   | 1,1    | 0,7    | 1,1    | 1,0   | 1,2   |
| 26  | Luxemburg         | 0,5   | 0,3    | 0,2   | 0,4    | 0,2    | 0,3    | 1,1   | 0,9   |
| 27  | Polonia           | 1,4   | 1,6    | 1,4   | 1,5    | 1,7    | 2,6    | 3,8   | 0,1   |

| Loc | Țară     | 2014   | 2015   | 2016   | 2017   | 2018   | 2019   | 2020 | 2021 |
| --- | -------- | ------ | ------ | ------ | ------ | ------ | ------ | ---- | ---- |
| -   | Norvegia | 50,4   | 53,3   | 50,1   | 64,9   | 49,4   | 48,2   | 48,9 | 48,8 |
| -   | Elveția  | 13,0   | 15,3   | N/A    | 14,8 b | 15,5   | 16,6   | 17,5 | 22,9 |
| -   | Islanda  | 10,4 u | 13,3 u | 16,8 u | 51,8 u | 27,1 u | 17,5 u | N/A  | 22,7 |
|     |          |        |        |        |        |        |        |      |      |
| -   | Serbia   | 1,6    | 2,0    | 1,6    | 1,8    | 1,9    | 2,2    | 2,6  | 2,9  |
| -   | Turcia   | 0,6    | 1,1    | 0,9    | 0,8    | 0,6    | 0,5    | 0,5  | 0,4  |

b - întrerupere în seriile temporale

e - date estimate

p - date provizorii

u - date cu exactitate redusă

Sursa: Eurostat (online data code: sdg_02_30)

### Suprafața agricolă cultivată ecologic

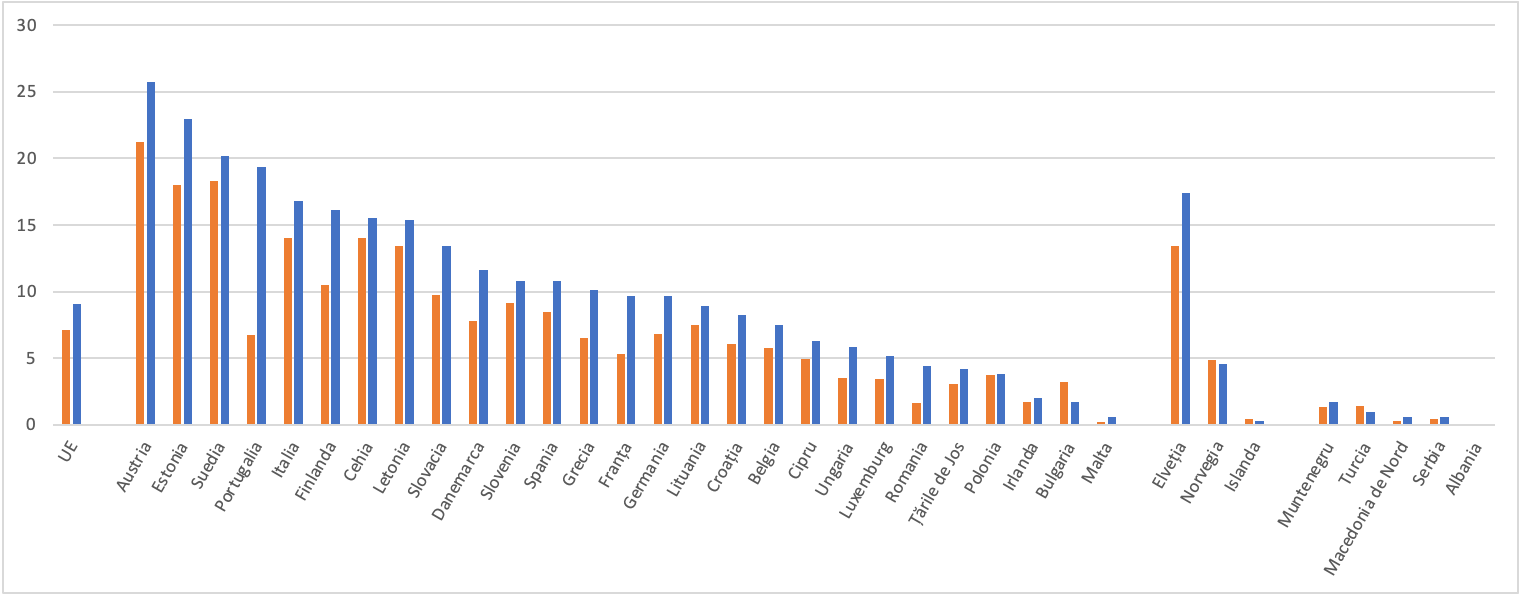
2016
2021
Sursa: Eurostat (online data code: sdg_02_40)

Acest indicator este definit ca ponderea din suprafața agricolă totală utilizată ocupată de agricultura ecologică (suprafețele cultivate ecologic existente și cele în curs de conversie). Agricultura ecologică este o metodă de producție care pune cel mai mare accent pe protecția mediului și a faunei sălbatice și, în ceea ce privește producția de animale, pe considerentele de bunăstare a animalelor. Evită sau reduce în mare măsură utilizarea substanțelor chimice sintetice, cum ar fi îngrășămintele, pesticidele, aditivii și produsele medicale.
| Loc | Țară              | 2014  | 2015  | 2016  | 2017   | 2018   | 2019   | 2020  | 2021   |
|     |                   |       |       |       |        |        |        |       |        |
| --- | ----------------- | ----- | ----- | ----- | ------ | ------ | ------ | ----- | ------ |
| -   | Uniunea Europeană | 6,1   | 6,6   | 7,1   | 7,5    | 8,0 e  | 8,5 e  | 9,1 e | N/A    |
| 1   | Austria           | 19,4  | 20,3  | 21,3  | 23,4   | 24,1   | 25,3   | 25,7  | N/A    |
| 2   | Estonia           | 16,0  | 15,7  | 18,0  | 20,0 r | 21,0 r | 22,3   | 22,4  | 23,0   |
| 3   | Suedia            | 16,5  | 17,1  | 18,3  | 19,2   | 20,3   | 20,4   | 20,3  | 20,2   |
| 4   | Portugalia        | 5,7   | 6,5 r | 6,7 r | 6,8    | 5,7    | 7,4    | 8,1   | 19,3 e |
| 5   | Italia            | 10,9  | 11,8  | 14,0  | 14,7   | 15,2   | 15,2   | 16,0  | 16,8   |
| 6   | Finlanda          | 9,3   | 9,9   | 10,5  | 11,4   | 13,1   | 13,5   | 13,9  | 16,1   |
| 7   | Cehia             | 13,4  | 13,7  | 14,0  | 14,1   | 14,8   | 15,2 r | 15,3  | 15,6   |
| 8   | Letonia           | 10,9  | 12,3  | 13,4  | 13,9   | 14,5 p | 14,8   | 14,8  | 15,3   |
| 9   | Slovacia          | 9,4   | 9,5   | 9,8   | 9,9    | 9,9    | 10,3   | 11,7  | 13,5 e |
| 10  | Danemarca         | 6,3   | 6,3   | 7,8   | 8,6    | 9,8    | 11,1 r | 11,5  | 11,6   |
| 11  | Slovenia          | 8,6   | 8,9   | 9,1   | 9,6    | 10,0   | 10,4   | 10,3  | 10,8   |
| 12  | Spania            | 7,3   | 8,2   | 8,5   | 8,7    | 9,3    | 9,7    | 10,0  | 10,8   |
| 13  | Grecia            | 6,7 r | 7,7 r | 6,5   | 8,0    | 9,3    | 10,3 r | 10,2  | N/A    |
| 14  | Franța            | 3,9   | 4,5   | 5,3   | 6,0    | 7,0    | 7,7    | 8,7 e | 9,7    |
| 15  | Germania          | 6,2   | 6,3   | 6,8   | 6,8    | 7,3 e  | 7,8 e  | 9,6 e | 9,7    |
| 16  | Lituania          | 5,6   | 7,1   | 7,5   | 8,0    | 8,1    | 8,1    | 8,0   | 8,9    |
| 17  | Croația           | 4,0   | 4,9   | 6,1   | 6,5    | 6,9    | 7,2    | 7,2   | 8,3    |
| 18  | Belgia            | 5,0   | 5,2   | 5,8   | 6,3    | 6,6    | 6,9    | 7,3   | 7,5    |
| 19  | Cipru             | 3,6   | 3,7   | 4,9   | 4,6    | 4,6    | 5,0    | 4,6   | 6,3 p  |
| 20  | Ungaria           | 2,3   | 2,4   | 3,5   | 3,7    | 3,9    | 5,7    | 6,0   | 5,8    |
| 21  | Luxemburg         | 3,4   | 3,2   | 3,5   | 4,2    | 4,4    | 4,4    | 4,6   | 5,2    |
| 22  | România           | 2,1   | 1,8   | 1,7   | 1,9    | 2,4    | 2,9    | 3,6   | 4,4    |
| 23  | Țările de Jos     | 2,7   | 2,7   | 3,0 r | 3,3 r  | 3,5 r  | 3,8    | 4,0   | 4,2    |
| 24  | Polonia           | 4,6   | 4,0   | 3,7   | 3,4 r  | 3,3    | 3,5 e  | 3,5   | 3,8    |
| 25  | Irlanda           | 1,2   | 1,7   | 1,7   | 1,7    | 1,7 r  | 1,6    | 1,7   | 2,0    |
| 26  | Bulgaria          | 1,0   | 2,4   | 3,2   | 2,7    | 2,6    | 2,3    | 2,3   | 1,7    |
| 27  | Malta             | 0,3   | 0,3   | 0,2   | 0,4    | 0,4    | 0,5    | 0,6   | 0,6    |

| Loc | Țară              | 2014 | 2015 | 2016  | 2017  | 2018  | 2019  | 2020  | 2021  |
| --- | ----------------- | ---- | ---- | ----- | ----- | ----- | ----- | ----- | ----- |
| -   | Elveția           | 12,7 | 12,9 | 13,4  | 14,4  | 15,4  | 16,3  | 17,0  | 17,4  |
| -   | Norvegia          | 5,1  | 4,8  | 4,8   | 4,8 e | 4,7   | 4,6 e | 4,6   | N/A   |
| -   | Islanda           | N/A  | 1,4  | N/A   | 0,4   | N/A   | 0,4   | 0,3   | N/A   |
|     |                   |      |      |       |       |       |       |       |       |
| -   | Muntenegru        | N/A  | N/A  | 1,4 p | 1,1 p | 1,7 p | 1,9 p | 1,9 p | 1,7 p |
| -   | Turcia            | 1,3  | 1,3  | 1,4   | 1,5   | 1,7   | 1,5   | 1,0   | 0,9   |
| -   | Macedonia de Nord | 0,8  | 0,2  | 0,3   | 0,3   | 0,4   | 0,3   | 0,3   | 0,6   |
| -   | Serbia            | 0,3  | 0,4  | 0,4   | 0,4   | 0,6   | 0,6   | 0,6   | N/A   |
| -   | Albania           | N/A  | N/A  | N/A   | N/A   | N/A   | N/A   | N/A   | 0,1   |

e - date estimate

p - date provizorii

r - date revizuite

Sursa: Eurostat (online data code: sdg_02_40)

### Emisii de amoniac din agricultură

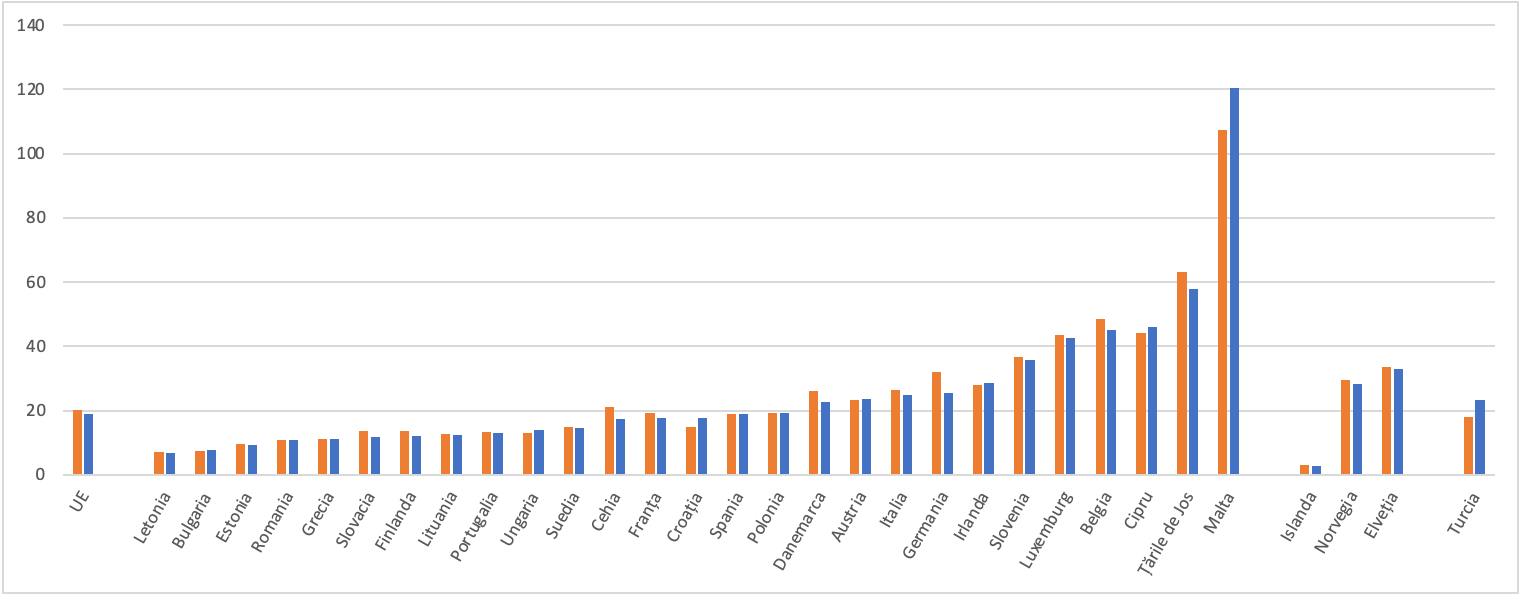
2015
2020
Sursa: Eurostat (online data code: sdg_02_60)

Acest indicator măsoară emisiile de amoniac (NH3) ca urmare a producției agricole. Aceste emisii rezultă din gestionarea gunoiului de grajd, a aplicării de îngrășăminte anorganice cu azot și a gunoiului de grajd animal aplicate pe sol, precum și a urinei și a gunoiului de grajd depuse de animalele de pășunat. Datele pentru acest indicator provin din inventarul UE privind poluarea aerului întocmit de Agenția Europeană de Mediu (AEM) în temeiul Convenției privind poluarea transfrontalieră a aerului la mare distanță (Convention on Long-range Transboundary Air Pollution - LRTAP) și sunt pe deplin în concordanță cu inventarele naționale ale poluării aerului întocmite de statele membre ale UE. Datele privind suprafața agricolă utilizată provin din statisticile anuale ale Eurostat asupra culturilor. Acest indicator derivă din indicatorul PAC C45 Emisii din agricultură.
| Loc | Țară              | 2014  | 2015  | 2016  | 2017  | 2018  | 2019  | 2020   | 2021   |
|     |                   |       |       |       |       |       |       |        |        |
| --- | ----------------- | ----- | ----- | ----- | ----- | ----- | ----- | ------ | ------ |
| -   | Uniunea Europeană | 19,9  | 20,0  | 20,1  | 20,2  | 19,9  | 19,3  | 19,2   | 18,8   |
| 1   | Belgia            | 49,3  | 49,3  | 48,4  | 47,9  | 46,6  | 45,8  | 45,5   | 45,0   |
| 2   | Bulgaria          | 7,1   | 7,2   | 7,5   | 7,6   | 7,6   | 7,7   | 7,5    | 7,6    |
| 3   | Cehia             | 19,0  | 21,0  | 21,2  | 20,5  | 19,5  | 18,4  | 17,6   | 17,5   |
| 4   | Danemarca         | 25,1  | 25,8  | 26,0  | 26,8  | 26,4  | 24,8  | 25,9   | 22,8   |
| 5   | Germania          | 32,4  | 32,3  | 32,1  | 31,1  | 29,7  | 28,5  | 26,3   | 25,5   |
| 6   | Estonia           | 10,3  | 10,1  | 9,5   | 9,6   | 9,3   | 9,2   | 9,0    | 9,2    |
| 7   | Irlanda           | 25,3  | 26,7  | 27,8  | 28,6  | 29,9  | 27,6  | 27,2   | 28,5   |
| 8   | Grecia            | 10,9  | 10,9  | 11,0  | 11,1  | 10,8  | 11,0  | 11,0   | 11,0   |
| 9   | Spania            | 18,9  | 18,8  | 19,0  | 19,6  | 19,1  | 18,7  | 19,3   | 18,8   |
| 10  | Franța            | 19,4  | 19,4  | 19,3  | 19,3  | 19,2  | 18,6  | 18,2 b | 17,6   |
| 11  | Croația           | 18,4  | 16,1  | 14,8  | 17,5  | 17,9  | 17,2  | 17,3   | 17,7   |
| 12  | Italia            | 25,6  | 25,8  | 26,4  | 25,3  | 24,9  | 24,3  | 25,2   | 24,7   |
| 13  | Cipru             | 51,7  | 37,4  | 44,0  | 40,6  | 38,7  | 42,0  | 43,3   | 45,9 p |
| 14  | Letonia           | 7,3   | 7,3   | 7,1   | 7,3   | 7,0   | 7,0   | 6,9    | 6,8    |
| 15  | Lituania          | 12,7  | 12,6  | 12,7  | 12,7  | 12,4  | 12,4  | 12,8   | 12,4   |
| 16  | Luxemburg         | 42,5  | 42,6  | 43,6  | 44,4  | 44,1  | 43,4  | 43,1   | 42,5   |
| 17  | Ungaria           | 12,1  | 12,8  | 12,9  | 13,1  | 13,1  | 13,1  | 14,1   | 13,9   |
| 18  | Malta             | 110,9 | 108,3 | 107,4 | 102,5 | 105,8 | 105,9 | 125,5  | 120,4  |
| 19  | Țările de Jos     | 60,4  | 61,1  | 63,0  | 64,1  | 61,6  | 59,0  | 58,5   | 57,8   |
| 20  | Austria           | 22,4  | 22,6  | 23,3  | 23,8  | 23,5  | 23,1  | 23,1   | 23,5   |
| 21  | Polonia           | 19,2  | 19,2  | 19,3  | 20,2  | 20,8  | 20,0  | 20,3   | 19,2   |
| 22  | Portugalia        | 12,7  | 13,0  | 13,4  | 13,4  | 13,4  | 12,9  | 13,2   | 13,1   |
| 23  | România           | 10,4  | 10,7  | 10,8  | 10,8  | 10,6  | 10,2  | 10,6   | 10,8   |
| 24  | Slovenia          | 35,1  | 36,2  | 36,6  | 35,8  | 36,1  | 35,8  | 35,4   | 35,7   |
| 25  | Slovacia          | 13,5  | 13,0  | 13,5  | 14,5  | 14,6  | 14,3  | 12,5   | 11,8   |
| 26  | Finlanda          | 14,6  | 14,1  | 13,5  | 13,2  | 13,0  | 12,8  | 12,2   | 12,0   |
| 27  | Suedia            | 15,3  | 15,3  | 15,0  | 15,1  | 15,1  | 14,9  | 15,0   | 14,7   |

| Loc | Țară     | 2014 | 2015 | 2016 | 2017 | 2018 | 2019 | 2020 | 2021 | 2022 |
| --- | -------- | ---- | ---- | ---- | ---- | ---- | ---- | ---- | ---- | ---- |
| -   | Islanda  | 2,8  | 2,8  | N/A  | 2,9  | 2,8  | 2,8  | 2,8  | 2,8  |      |
| -   | Norvegia | 29,0 | 29,2 | 29,5 | 29,3 | 29,1 | 28,4 | 28,3 | N/A  |      |
| -   | Elveția  | 33,7 | 33,4 | 33,5 | 33,5 | 33,3 | 32,7 | 32,6 | 32,9 |      |
|     |          |      |      |      |      |      |      |      |      |      |
| -   | Turcia   | 17,5 | 16,8 | 18,0 | 19,3 | 19,8 | 20,7 | 22,0 | 23,2 |      |

b - întrerupere în seriile temporale

p - date provizorii

Sursa: Eurostat (online data code: sdg_01_60)